# 戴蒙德貝爾牧場 (亞利桑那州)
戴蒙德貝爾牧場（英語：Diamond Bell Ranch）是位於美國亞利桑那州皮馬縣的一個非建制地區。該地的面積和人口皆未知。

## 地理
戴蒙德貝爾牧場的座標為31°58′24″N 111°16′56″W / 31.97333°N 111.28222°W，而該地的平均海拔高度為1057米（即3468英尺）。